# Dariusz Szubert
Pour les articles homonymes, voir Szubert.
Dariusz Szubert, né le 31 octobre 1970 à Białogard (Pologne), est un footballeur polonais, qui évoluait au poste de milieu de terrain au Pogoń Szczecin, au FC St. Pauli, au VfB Oldenburg, au FC Zurich, à Lommel et au Widzew Łódź ainsi qu'en équipe de Pologne.
Szubert ne marque aucun but lors de ses trois sélections avec l'équipe de Pologne en 1994.

## Carrière
- 1987-1994 :  Pogoń Szczecin
- 1994-1996 :  FC Sankt Pauli
- 1996 :  VfB Oldenburg
- 1996-1997 :  FC Zurich
- 1997-1999 :  Lommel
- 2000 :  Pogoń Szczecin
- 2001-2002 :  Widzew Łódź
- 2003 :  Pogoń Szczecin [2]

## Palmarès

### En équipe nationale
- 3 sélections et 0 but avec l'équipe de Pologne en 1994.
- Médaillé d'argent aux Jeux olympiques d'été de 1992 à Barcelone

### Avec le Legia Varsovie
- Vainqueur du Championnat de Pologne D2 en 1992